# Fundación ACA

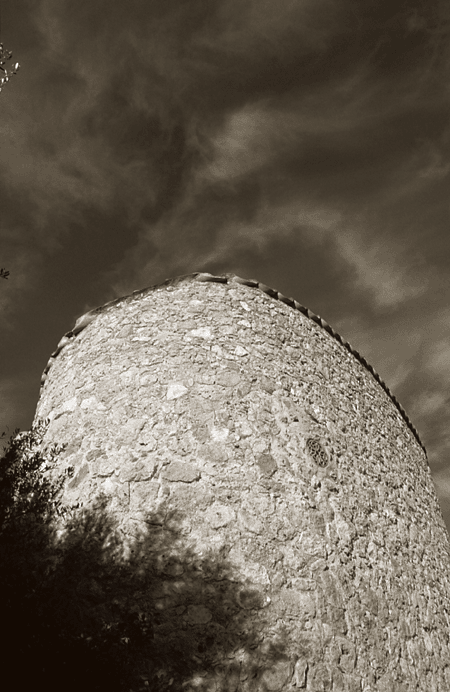

La Fundación ACA (Área de Creación Acústica), es una fundación cultural privada creada en 1978 y reconocida como tal en 1985. Está ubicada en el pueblo de Búger, en la isla de Mallorca, España.

## Historia
Concebida el año 1978 por el compositor Antonio Caimari Alomar, la Fundación se ha erigido como un vehículo para proteger, desarrollar y coordinar la cultura contemporánea musical de Mallorca con el resto de España y dentro de la Unión Europea. La Sala del Piano es donde la Fundación tiene su fonoteca, rica en registros sonoros de su historia musical y de la cultura musical de todos los tiempos, una Biblioteca musical y un Archivo de Partituras, fruto de sus actividades y adquisiciones, y un amplio Fondo Histórico-Musical fruto de las vivencias de tantos años y actividades.
Es también un espacio multifuncional, dónde realizan conciertos de cámara, y sede temporal del estudio de grabación, caracterizado por su piano Bösendorfer Imperial.

## Patronato
Por esa misma razón, la fundación está representada por un patronato en el que figuran artistas, intelectuales y diversas entidades representativas del ámbito cultural de Mallorca, así como aquellas instituciones que se han involucrado directamente en sus proyectos como el Consejo Insular de Mallorca, la Consejería de Educación y Cultura del Gobierno Balear, el Ayuntamiento de Búger, el Ayuntamiento de Palma de Mallorca, el Ayuntamiento de La Puebla y el Conservatorio Profesional de Música y Danza de las Islas Baleares.

## Áreas
La Fundación ACA cuenta con un Centro de investigación; Áreas de: imagen, arte tradicional, y encuentros artísticos; un aula poética, aula de gastronomía, tienda de arte, el espacio verde «Sa Vacal», sociedad de amigos del órgano «Amics de l'orgue» y un sello discográfico desde 1979, UM / Unio Musics.

## Actividades
- Encuentro Internacional de Compositores.[6][7]

- Simpòsium i Jornadas Internacionales del Orguano Histórico de las Balears[8]
- Joven Ensemble de Música Contemporania de las Islas Baleares
- Nit Bielenca: Que pretende homenajear i recuperar a un compositor Balear.
- Solstici d’Estiu:[9] Que reúne a jóvenes poetas del ámbito mediterráneo
- Voz de Poeta:[10] Una edición sonora de las principales voces de la poesía actual.
- Músiques del Nostre Temps: Un ciclo de conciertos en colaboración con el centro cultural "Sa Nostra dedicado a la música de nuestros tiempos.
- Les Músiques de Miró: Conciertos en colaboración con la fundación Joan Miró y el entorno de la obra de Miró y su paso por la isla.
- Ressò: Imagen, Performance, Electroacústica
- Encuentro de documentalistas musicales: Encuentro para musicólogos e interesados en la investigación musicologica.
- El Entorno Natural: Actividades de une la experiencia de la naturaleza con el arte.
- Conciertos de verano
- Búger-Palma en el Casal Solleric: Interacciones Artísticas
- Happening de Jóvenes artistas
- El vino y la Música.
- Festival audiovisual del Mediterráneo Concurso de cortometrajes de ficción.
- Premio Internacional de Composición: Orquestra Simfònica de les Balears.
- Ciclo de Conferencias
- Arte para los Jóvenes: Ciclo de audiciones e interacciones artísticas para los escolares en la “Sala del Piano” de la Fundación ACA.

## Características técnicas
La sede de la Fundación alberga una sala para conciertos y lecturas poéticas, con cabida para unas 65 personas.
El espacio está dividido en tres alturas. La de a bajo es la que alberga los actos y las otras dos sirven de archivo y fonoteca.
También existe una sala de gastronomía, para unas 70 personas donde se mezclan música y comidas típicas.
En las terrazas encontramos el mirador “Ramon Llull”, dónde se organizan conciertos con una cabida para 70 personas.
También dispone de un amplio espacio verde.